# Aeropuerto Internacional de Dallas-Fort Worth
El Aeropuerto Internacional de Dallas-Fort Worth (IATA: DFW, OACI: KDFW, FAA LID: DFW) (del inglés: Dallas/Fort Worth International Airport), se localiza entre las ciudades de Dallas y Fort Worth y es el aeropuerto más transitado del estado de Texas.
Con 685,491 operaciones aéreas en 2007, es el tercer aeropuerto más ocupado del mundo en términos de operaciones aéreas. En términos de tráfico de pasajeros, es el séptimo aeropuerto del mundo transportando a 59,784,876 pasajeros en 2007. 57,093,187 pasajeros pasaron a través del Aeropuerto DFW en el 2008. En términos de superficie de tierra, con 7,315 hectáreas (18,076 acres), es el aeropuerto más grande de Texas, el segundo más grande de Estados Unidos, solo detrás del Aeropuerto Internacional de Denver y el tercero más grande del mundo. Es la novena puerta de enlace internacional de los Estados Unidos y el segundo de Texas, después del Aeropuerto Intercontinental George Bush. Es el segundo aeropuerto del mundo con más pistas, siete, por detrás del Aeropuerto Internacional Chicago-O'Hare que tiene ocho. En 2006, el aeropuerto fue nombrado el "Mejor Aeropuerto de Carga del Mundo" de acuerdo con la segunda edición de una encuesta.
El aeropuerto, junto con las ciudades incorporadas de Coppell, Euless, Grapevine e Irving, opera 134 destinos domésticos y 37 internacionales y es el centro de conexión más grande de American Airlines (745 vuelos diarios) y también el más grande centro de conexión de American Eagle. El 85% de todos los vuelos de Dallas/Fort Worth son operados por American Airlines. Delta Air Lines eliminó su centro de conexión de Dallas/Fort Worth en febrero de 2005 en un esfuerzo por disminuir costos y evitar competencia directa con American. La línea aérea redujo operaciones de 256 vuelos diarios a tan solo 21.
El aeropuerto es frecuentemente llamado por su código IATA "DFW." Es operado en muchos aspectos como una ciudad pequeña. Cuenta con su propia oficina postal, código postal y servicios públicos. El Servicio Postal de los Estados Unidos da al aeropuerto su propia designación, Aeropuerto DFW, TX. Los miembros de la junta de directores del aeropuerto son nombrados por los "propietarios de las ciudades" de Dallas y Fort Worth. El aeropuerto se encuentra dentro de los límites de otros tres suburbios, una situación que ha dejado batallas legales sobre su jurisdicción (véase más adelante). Para ayudar a garantizar la futura armonía con sus vecinos, la junta del Aeropuerto DFW, incluye un miembro sin derecho a voto - un representante elegido entre los vecinos del aeropuerto (Irving, Euless, Grapevine y Coppell) sobre una base rotativa.
DFW está conectado por medio de autobús hacia una estación de tren justo al sur del aeropuerto. La línea Trinity Railway Express sirve a la vez el centro de Dallas y el centro de Fort Worth.

## Historia
En 1927, antes de que esta zona tuviera un aeropuerto, Dallas propuso a Fort Worth la construcción conjunta de uno. Fort Worth declinó la oferta y así cada ciudad abrió su propio aeropuerto, Love Field y Meacham Field. Las aerolíneas ofrecieron servicios en ambos.
En 1940, la Administración Civil Aeronáutica destinó $1.9 millones para la construcción de un aeropuerto regional Dallas-Fort Worth. Las aerolíneas American Airlines y Braniff International cerraron un trato con la ciudad de Arlington para construir un aeropuerto allí, pero los gobiernos de Dallas y Fort Worth estuvieron en desacuerdo con tal construcción, razón por la cual el proyecto se abandonó en 1943. Después de la Segunda Guerra Mundial, Fort Worth anexó el sitio y lo convirtió en el Amon Carter Field con la ayuda de American Airlines, donde posteriormente transfirió sus vuelos comerciales desde Meacham Field, en 1953. El nuevo aeropuerto estaba a solo 19 km (12 millas) del aeropuerto Dallas Love Field.
En 1960, Fort Worth compró Amon Carter Field y lo renombró como Greater Southwest International Airport (GWS), en un intento por competir con el aeropuerto de Dallas, que era más exitoso. Sin embargo, el tráfico en GWS siguió bajando respecto al de Love Field: a la mitad de los años 60, Fort Worth recibía el 1% del tráfico aéreo de Texas mientras que Dallas recibía el 49%. Esto causó un virtual abandono de GSW.
La propuesta de aeropuerto conjunto se revisó en 1961 luego de que la FAA se negara a invertir más recursos en aeropuertos separados. Aunque el aeropuerto de Fort Worth quedó finalmente abandonado, Love Field se congestionó y pronto se quedó sin espacio para expandirse. Siguiendo una orden del gobierno Federal en 1964, las dos ciudades por fin lograron un acuerdo sobre la ubicación de un nuevo aeropuerto regional, al norte del abandonado GWS y casi a la misma distancia del centro de cada ciudad. El terreno fue adquirido en 1966 y la construcción comenzó en 1969.
El primer aterrizaje de un Concorde en los Estados Unidos ocurrió en DFW en 1973 como conmemoración de la finalización del aeropuerto. Después, esta aeronave operó en DFW en un acuerdo cooperativo entre Braniff Airways, British Airways y Air France, antes de que la muerte de la primera empresa finalizara el servicio.
DFW inició servicio comercial el 13 de enero de 1974, época en la que llegó a ser el aeropuerto más grande y costoso del mundo. En 1979, La Enmienda Wright prohibió los vuelos de larga distancia desde Love Field, y DFW se convirtió en el único aeropuerto del área metropolitana en ofrecer servicio aéreo de pasajeros en aeronaves con más de 56 plazas. También en 1979, American Airlines movió sus cuarteles desde Nueva York a Fort Worth (al lado de DFW, donde antes estuvo GWS). American estableció su primer hub en DFW en 1981, iniciando vuelos a Londres en 1982 y a Tokio en 1987. Delta Air Lines construyó un hub doméstico en DFW durante el mismo periodo, pero anunció su clausura en 2004, debido a una reestructuraciónde la aerolínea para evitar la bancarrota. Hoy, Delta solo opera vuelos desde DFW hacia sus tres hubs, además de Orlando y Nueva York (La Guardia).

## Terminales
El Aeropuerto Internacional de Dallas-Fort Worth cuenta con cinco terminales. El aeropuerto está diseñado con la expansión en mente y teóricamente puede acomodar hasta un total de trece terminales con un total de 260 puertas, aunque este nivel de expansión es poco probable que se alcance en el futuro previsible.
Las terminales del DFW son semicirculares (excepto por la más nueva Terminal D, que tiene una forma de "U cuadrada") y construidas alrededor del camino central del aeropuerto norte-sur, el Spur 97, también conocido como "International Parkway". Hasta finales de los 90, se encontraban designadas por un número (2 la más al norte, 4 la más al sur) y una letra como sufijo ("E" para Este y "W" para Oeste). Este sistema fue posteriormente quitado y ahora las terminales fueron nombradas de la A a la E. Las terminales A, C y E (de norte a sur) están en el lado este del aeropuerto, mientras que las terminales B y D (de norte a sur) están en el lado oeste.
Las terminales del DFW están diseñadas para minimizar la distancia entre el auto de los pasajeros y el avión, así como para reducir el tráfico en torno a las terminales. Una consecuencia de este diseño es que los pasajeros en conexión tienen que caminar distancias extremadamente largas entre las puertas (al tener que caminar de un extremo semicircular de la sala a los demás, hay que caminar por toda la longitud, no hay accesos directos entre los extremos).
- La Terminal A tiene 31 puertas: A9-A26, A28-A29, A33-A39
- La Terminal B tiene 35 puertas: B3-B30, B33-B39
- La Terminal C tiene 31 puertas: C2-C4, C6-C8, C10-C12, C14-C17, C19-C22, C24-C33, C35-C37, C39, cabe anotar que American Airlines opera todas las puertas de la Terminal C, originalmente llamada "Terminal 3E" solamente para vuelos nacionales.
- La Terminal D tiene 29 puertas: D6-D8, D10-D12, D14-D18, D20-D25, D27-D31, D33-D34, D36-D40
- La Terminal E tiene 26 puertas: E2, E4-E18, E20-E21, E31-E38. Anteriormente sirvió para ser el centro de operaciones de Delta en la década de los 90, y fue construida inicialmente para que Air France y Aeroméxico operaran desde dicho aeropuerto. En la década de 2000, la alianza SkyTeam fue quien se adjució la operación exclusiva de esta terminal, pero actualmente la operan diferentes aerolíneas ajenas a la alianza.

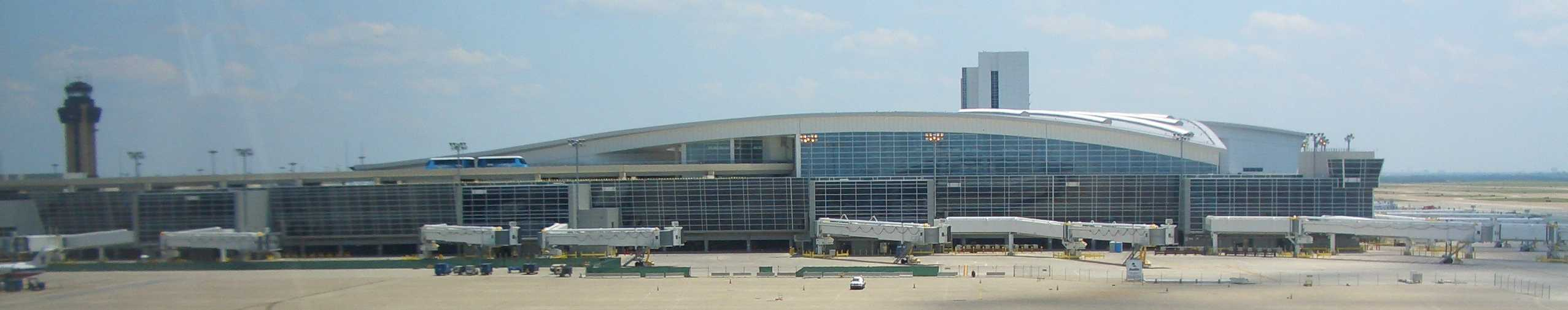
Terminal Internacional D.

## Aerolíneas y destinos

### Pasajeros
| Aerolíneas               | Destinos |
| ------------------------ | --- |
| Aeroméxico               | Ciudad de México |
| Air Canada               | Toronto–Pearson Estacional: Montreal–Trudeau |
| Air Canada Express       | Estacional: Montreal–Trudeau |
| Air France               | París–Charles de Gaulle |
| Alaska Airlines          | Portland (OR), Seattle/Tacoma |
| American Airlines        | Albany, Albuquerque, Atlanta, Austin, Bakersfield, Baltimore, Bogotá, Boise, Boston, Bozeman, Búfalo, Burbank, Calgary, Cancún, Cayo Hueso, Cedar Rapids/Iowa City, Charleston (SC), Charlotte, Chicago–O'Hare, Chihuahua, Cincinnati, Ciudad de Belice, Ciudad de Guatemala, Ciudad de México, Cleveland, Colorado Springs, Columbia (SC), Columbus–Glenn, Cozumel, Denver, Des Moines, Destin/Fort Walton Beach, Detroit, Dublín, Durango (CO) (inicia el 23 de diciembre de 2025), Durango (MX), Eagle/Vail, El Paso, Fayetteville/Bentonville, Filadelfia, Fort Lauderdale, Fort Myers, Fráncfort, Fresno, Grand Rapids, Greensboro, Greenville/Spartanburg, Guadalajara, Harrisburg, Hartford, Honolulu, Houston–Intercontinental, Indianápolis, Jackson Hole, Jacksonville (FL), Kahului, Kansas City, Knoxville, Las Vegas, León/Del Bajío, Liberia (CR), Little Rock, Londres–Heathrow, Los Ángeles, Louisville, Madison, Madrid, Mazatlán, McAllen, Memphis, Mérida, Miami, Midland/Odessa, Milwaukee, Mineápolis/St. Paul, Missoula, Montego Bay, Monterey (CA), Monterrey, Montrose, Morelia, Nashville, Newark, Norfolk, Nueva Orleans, Nueva York–JFK, Nueva York–LaGuardia, Oaxaca, Oklahoma City, Omaha, Ontario, Orange County, Orlando, Palm Springs, París–Charles de Gaulle, Pensacola, Phoenix–Sky Harbor, Pittsburgh, Portland (OR), Puerto Vallarta, Punta Cana, Querétaro, Raleigh/Durham, Reno/Tahoe, Richmond, Roatán, Roma–Fiumicino, Sacramento, Saint Thomas, Salt Lake City, San Antonio, San Diego, San Francisco, San José (CA), San José de Costa Rica, San José del Cabo, San Juan, San Luis Obispo, San Luis Potosí, San Luis (MO), San Salvador, Santa Bárbara, São Paulo–Guarulhos, Sarasota, Savannah, Seattle/Tacoma, Seúl–Incheon, Shanghái–Pudong, Sioux Falls, Spokane, Siracusa, Tampa, Tokio–Haneda, Tokio–Narita, Toronto–Pearson, Tucson, Tulsa, Tulum, Vancouver, Washington–Dulles, Washington–National, West Palm Beach, Wilmington (NC) Estacional: Amarillo, Ámsterdam, Anchorage, Aruba, Asheville, Atenas (inicia el 21 de mayo de 2026), Auckland, Barcelona, Birmingham (AL), Brisbane, Buenos Aires–Ezeiza, Eugene, Glacier Park/Kalispell, Gran Caimán, Gunnison/Crested Butte, Hayden/Steamboat Springs, Huntsville, Kailua–Kona, Lexington, Lubbock, Montreal–Trudeau, Nasáu, Panama City (FL), Portland (ME), Providenciales, Redmond/Bend, Río de Janeiro–Galeão, Santa Rosa, Santiago de Chile, Tegucigalpa/Comayagua, Traverse City, Venecia, Wichita, Zúrich (reinicia el 21 de mayo de 2026) |
| American Eagle           | Abilene, Albuquerque, Aguascalientes, Alexandria, Amarillo, Appleton, Asheville, Aspen, Augusta (GA), Austin, Baton Rouge, Beaumont, Billings, Birmingham (AL), Bismarck, Bloomington/Normal, Brownsville/South Padre Island, Cedar Rapids/Iowa City, Champaign/Urbana, Chattanooga, Chihuahua, College Station, Colorado Springs, Columbia (MO), Columbia (SC), Columbus (MS), Columbus–Glenn, Corpus Christi, Dayton, Des Moines, Durango (CO), El Paso, Evansville, Fargo, Fayetteville/Bentonville, Fayetteville (NC), Flagstaff, Fort Smith, Fort Wayne, Gainesville, Garden City, Grand Island, Grand Junction, Greenville/Spartanburg, Gulfport/Biloxi, Harlingen, Houston–Hobby, Houston–Intercontinental, Huntsville, Idaho Falls, Jackson (MS), Kansas City, Killeen/Fort Hood, Knoxville, Lafayette, Lake Charles, Laredo, Lawton, Lexington, Little Rock, Longview, Louisville, Lubbock, Manhattan (KS), McAllen, Memphis, Midland/Odessa, Missoula, Mobile, Moline/Quad Cities, Monroe, Monterrey, Montgomery, Nashville, Oklahoma City, Panama City (FL), Pensacola, Peoria, Provo, Puerto Escondido (inicia el 3 de diciembre de 2025), Rapid City, Roswell, San Angelo, Santa Fe, San Luis (MO), Shreveport, Sioux Falls, South Bend, Springfield/Branson, St. George (UT), Stillwater, Tallahassee, Tampico, Texarkana, Torreón/Gómez Palacio, Tri–Cities (TN), Tulsa, Tyler, Veracruz, Waco, Wichita, Wichita Falls, Yuma, Zacatecas Estacional: Acapulco, Atlanta, Bozeman, Charleston (SC), Chicago–O'Hare, Cincinnati, Destin/Fort Walton Beach, Grand Rapids, Greensboro, Huatulco, Ixtapa/Zihuatanejo, Loreto, Manzanillo, Montrose, Myrtle Beach, Omaha, Quebec, San Antonio |
| Avelo Airlines           | New Haven |
| Avianca                  | Bogotá |
| Avianca El Salvador      | San Salvador |
| Breeze Airways           | Provo |
| British Airways          | Estacional: Londres–Heathrow |
| Cathay Pacific           | Hong Kong |
| Contour Airlines         | Fort Leonard Wood, Greenville (MS), Tupelo |
| Delta Air Lines          | Atlanta, Boston, Detroit, Los Ángeles, Mineápolis/St. Paul, Nueva York–JFK, Nueva York–LaGuardia, Salt Lake City, Seattle/Tacoma |
| Denver Air Connection    | Clovis (NM) |
| Emirates                 | Dubái–International |
| EVA Air                  | Taipéi (inicia el 3 de octubre de 2025) |
| Fiji Airways             | Nadi |
| Finnair                  | Helsinki |
| Frontier Airlines        | Baltimore, Boston, Charleston (SC) (inicia el 9 de octubre de 2025), Charlotte, Chicago–Midway, Chicago–O'Hare, Denver, Detroit, El Paso (inicia el 8 de octubre de 2025), Filadelfia, Houston–Intercontinental, Las Vegas, Los Ángeles, Miami, Mineápolis/St. Paul, Norfolk, Nueva York–JFK, Nueva York–LaGuardia, Orlando, Phoenix-Sky Harbor, Raleigh/Durham, Salt Lake City, San Diego, San Francisco, Seattle/Tacoma, Tampa, Tucson (inicia el 9 de octubre de 2025), Washington–Dulles Estacional: Atlanta, Cancún, Cincinnati, Cleveland, Ontario |
| Iberia                   | Madrid |
| Japan Airlines           | Tokio–Haneda |
| JetBlue                  | Boston |
| Korean Air               | Seúl–Incheon |
| Lufthansa                | Fráncfort |
| Qantas                   | Melbourne, Sídney |
| Qatar Airways            | Doha |
| Southern Airways Express | El Dorado (AR), Harrison (AR), Hot Springs |
| Spirit Airlines          | Atlanta, Baltimore, Boston, Cancún, Charlotte, Chicago, Columbus–Glenn, Filadelfia, Detroit, Fort Lauderdale, Houston–Intercontinental, Indianápolis, Kansas City, Las Vegas, Los Ángeles, Memphis, Miami, Milwaukee, Newark, Nueva Orleans, Nueva York–LaGuardia, Orlando, Phoenix–Sky Harbor, Raleigh/Durham, San Antonio, San José (CA), San Juan Estacional: Pensacola, Tampa |
| Sun Country Airlines     | Mineápolis/St. Paul Estacional: Cancún, Las Vegas, Puerto Vallarta, Punta Cana |
| Turkish Airlines         | Estambul |
| United Airlines          | Chicago–O'Hare, Denver, Houston–Intercontinental, Newark, San Francisco, Washington–Dulles |
| United Express           | Houston–Intercontinental |
| Viva                     | Ciudad de México, Ciudad de México–AIFA (inicia el 21 de noviembre de 2025), León/Del Bajío, Monterrey, Querétaro |
| Volaris                  | Ciudad de México, Guadalajara, Morelia, San Luis Potosí |

### Carga
| Aerolíneas               | Destinos |
| ------------------------ | --- |
| AeroLogic                | Chicago–O'Hare, East Midlands, Fráncfort |
| Air Canada Cargo         | Guadalajara, Toronto–Pearson |
| Ameriflight              | Amarillo, Lubbock, Wichita Falls |
| Asiana Cargo             | Atlanta, Chicago–O'Hare, Seattle/Tacoma |
| ASL Airlines Belgium     | Atlanta, Lieja |
| Atlas Air                | Anchorage, Chicago–O'Hare, Hong Kong, Indianápolis, Los Ángeles |
| Cargolux                 | Chicago–O'Hare, Ciudad de México–AIFA, Houston–Intercontinental, Los Ángeles, Luxemburgo |
| Cargolux Italia          | Milán–Malpensa |
| Cathay Pacific Cargo     | Anchorage, Atlanta, Hong Kong, Houston–Intercontinental, Los Ángeles |
| China Airlines Cargo     | Anchorage, Atlanta, Chicago–O'Hare, Shanghái–Pudong, Taipéi–Taoyuan |
| DHL Aviation             | Cincinnati, El Paso, Hong Kong, Los Ángeles |
| Empire Airlines          | Lubbock |
| EVA Air Cargo            | Anchorage, Los Ángeles, Taipéi–Taoyuan |
| FedEx Express            | Fort Lauderdale, Greensboro, Indianápolis, Los Ángeles, Memphis, Phoenix–Sky Harbor, Seattle/Tacoma |
| Korean Air Cargo         | Anchorage, Atlanta, Guadalajara |
| Lufthansa Cargo          | Ciudad de México–AIFA, Fráncfort, Guadalajara |
| Martinaire               | Abilene, Addison, Amarillo, Fort Worth-Meacham, Lubbock, Oklahoma City, Palestine, Pampa (TX), Shreveport, Temple, Tyler, Wichita Falls |
| MSC Air Cargo            | Hong Kong, Indianápolis |
| Nippon Cargo Airlines    | Anchorage, Chicago–O'Hare, Tokio–Narita |
| Qantas Freight           | Chongqing, Pekín–Capital |
| Silk Way West Airlines   | Bakú, Chicago–O'Hare, Hahn |
| Singapore Airlines Cargo | Anchorage, Bruselas, Chicago–O'Hare, Los Ángeles, Seattle/Tacoma, Singapur |
| Suparna Airlines         | Hefei |
| UPS Airlines             | Albuquerque, Atlanta, Chicago/Rockford, Columbia (SC), Filadelfia, Houston–Intercontinental, Laredo, Little Rock, Los Ángeles, Louisville, Lubbock, Miami, Newark, Oakland, Ontario, Orlando, Phoenix–Sky Harbor, Portland (OR), Sacramento, San Antonio, Seattle-Boeing, Tampa |

### Destinos internacionales
| Ciudades                             | Nombre del aeropuerto                                      | Aerolíneas                                                                                               | Terminal     |              |              |
| Norteamérica                         | Norteamérica                                               | Norteamérica                                                                                             | Norteamérica | Norteamérica | Norteamérica |
| ------------------------------------ | ---------------------------------------------------------- | --- | ------------ | ------------ | ------------ |
| Canadá                               |                                                            | |              |              |              |
| Calgary                              | Aeropuerto Internacional de Calgary                        | American Airlines                                                                                        | D            |              |              |
| Montreal                             | Aeropuerto Internacional Pierre Elliott Trudeau            | Air Canada (Estacional) / Air Canada Express (Estacional) / American Airlines (Estacional)               | D            |              |              |
| Quebec                               | Aeropuerto Internacional Jean-Lesage de Quebec             | American Eagle (Estacional)                                                                              | D            |              |              |
| Toronto                              | Aeropuerto Internacional Toronto Pearson                   | Air Canada / American Airlines                                                                           | D            |              |              |
| Vancouver                            | Aeropuerto Internacional de Vancouver                      | American Airlines                                                                                        | D            |              |              |
| México                               |                                                            | |              |              |              |
| Acapulco                             | Aeropuerto Internacional de Acapulco                       | American Eagle (Estacional)                                                                              | D            |              |              |
| Aguascalientes                       | Aeropuerto Internacional de Aguascalientes                 | American Eagle                                                                                           | D            |              |              |
| Cancún                               | Aeropuerto Internacional de Cancún                         | American Airlines / Frontier Airlines (Estacional) / Spirit Airlines / Sun Country Airlines (Estacional) | D            |              |              |
| Chihuahua                            | Aeropuerto Internacional General Roberto Fierro Villalobos | American Airlines / American Eagle                                                                       | D            |              |              |
| Ciudad de México                     | Aeropuerto Internacional de la Ciudad de México            | Aeroméxico / American Airlines / Viva / Volaris                                                          | D            |              |              |
| Ciudad de México                     | Aeropuerto Internacional Felipe Ángeles                    | Viva (inicia el 21 de noviembre de 2025)                                                                 | D            |              |              |
| Cozumel                              | Aeropuerto Internacional de Cozumel                        | American Airlines                                                                                        | D            |              |              |
| Durango                              | Aeropuerto Internacional de Durango                        | American Airlines                                                                                        | D            |              |              |
| Guadalajara                          | Aeropuerto Internacional de Guadalajara                    | American Airlines / Volaris                                                                              | D            |              |              |
| Huatulco                             | Aeropuerto Internacional de Bahías de Huatulco             | American Eagle (Estacional)                                                                              | D            |              |              |
| Ixtapa Zihuatanejo                   | Aeropuerto Internacional de Ixtapa-Zihuatanejo             | American Eagle (Estacional)                                                                              | D            |              |              |
| León                                 | Aeropuerto Internacional del Bajío                         | American Airlines / Viva                                                                                 | D            |              |              |
| Loreto                               | Aeropuerto Internacional de Loreto                         | American Eagle (Estacional)                                                                              | D            |              |              |
| Manzanillo                           | Aeropuerto Internacional de Manzanillo                     | American Eagle (Estacional)                                                                              | D            |              |              |
| Mazatlán                             | Aeropuerto Internacional General Rafael Buelna             | American Eagle (Estacional)                                                                              | D            |              |              |
| Mérida                               | Aeropuerto Internacional de Mérida                         | American Airlines                                                                                        | D            |              |              |
| Monterrey                            | Aeropuerto Internacional de Monterrey                      | American Airlines / American Eagle / Viva                                                                | D            |              |              |
| Morelia                              | Aeropuerto Internacional General Francisco J. Múgica       | American Airlines / Volaris                                                                              | D            |              |              |
| Oaxaca                               | Aeropuerto Internacional Xoxocotlán                        | American Airlines / American Eagle                                                                       | D            |              |              |
| Puerto Escondido                     | Aeropuerto Internacional de Puerto Escondido               | American Eagle (inicia el 3 de diciembre de 2025)                                                        | D            |              |              |
| Puerto Vallarta                      | Aeropuerto Internacional de Puerto Vallarta                | American Airlines / Sun Country Airlines (Estacional)                                                    | D            |              |              |
| Querétaro                            | Aeropuerto Intercontinental de Querétaro                   | American Airlines / Viva                                                                                 | D            |              |              |
| San José del Cabo                    | Aeropuerto Internacional de Los Cabos                      | American Airlines                                                                                        | D            |              |              |
| San Luis Potosí                      | Aeropuerto Internacional de San Luis Potosí                | American Airlines / Volaris                                                                              | D            |              |              |
| Tampico                              | Aeropuerto Internacional de Tampico                        | American Eagle                                                                                           | D            |              |              |
| Torreón                              | Aeropuerto Internacional Francisco Sarabia                 | American Eagle                                                                                           | D            |              |              |
| Tulum                                | Aeropuerto Internacional de Tulum                          | American Airlines                                                                                        | D            |              |              |
| Veracruz                             | Aeropuerto Internacional General Heriberto Jara            | American Eagle                                                                                           | D            |              |              |
| Zacatecas                            | Aeropuerto Internacional de Zacatecas                      | American Eagle                                                                                           | D            |              |              |
| Centroamérica y El Caribe            |                                                            | |              |              |              |
| Aruba                                |                                                            | |              |              |              |
| Oranjestad                           | Aeropuerto Internacional Reina Beatrix                     | American Airlines (Estacional)                                                                           | D            |              |              |
| Bahamas                              |                                                            | |              |              |              |
| Nasáu                                | Aeropuerto Internacional Lynden Pindling                   | American Airlines (Estacional)                                                                           | D            |              |              |
| Belice                               |                                                            | |              |              |              |
| Ciudad de Belice                     | Aeropuerto Internacional Philip S. W. Goldson              | American Airlines                                                                                        | D            |              |              |
| Costa Rica                           |                                                            | |              |              |              |
| Liberia                              | Aeropuerto de Guanacaste                                   | American Airlines                                                                                        | D            |              |              |
| San José                             | Aeropuerto Internacional Juan Santamaría                   | American Airlines                                                                                        | D            |              |              |
| El Salvador                          |                                                            | |              |              |              |
| San Salvador                         | Aeropuerto Internacional de El Salvador                    | American Airlines / Avianca El Salvador                                                                  | D            |              |              |
| Guatemala                            |                                                            | |              |              |              |
| Ciudad de Guatemala                  | Aeropuerto Internacional La Aurora                         | American Airlines                                                                                        | D            |              |              |
| Honduras                             |                                                            | |              |              |              |
| Roatán                               | Aeropuerto Internacional Juan Manuel Gálvez                | American Airlines                                                                                        | D            |              |              |
| Tegucigalpa                          | Aeropuerto Internacional de Comayagua                      | American Airlines (Estacional)                                                                           | D            |              |              |
| Islas Caimán                         |                                                            | |              |              |              |
| George Town                          | Aeropuerto Internacional Owen Roberts                      | American Airlines (Estacional)                                                                           | D            |              |              |
| Islas Turcas y Caicos                |                                                            | |              |              |              |
| Providenciales                       | Aeropuerto Internacional de Providenciales                 | American Airlines (Estacional)                                                                           | D            |              |              |
| Islas Vírgenes de los Estados Unidos |                                                            | |              |              |              |
| Santo Tomás                          | Aeropuerto Internacional Cyril E. King                     | American Airlines                                                                                        | D            |              |              |
| Jamaica                              |                                                            | |              |              |              |
| Montego Bay                          | Aeropuerto Internacional Sir Donald Sangster               | American Airlines                                                                                        | D            |              |              |
| Puerto Rico                          |                                                            | |              |              |              |
| San Juan                             | Aeropuerto Internacional Luis Muñoz Marín                  | American Airlines / Spirit Airlines                                                                      | D            |              |              |
| República Dominicana                 |                                                            | |              |              |              |
| Punta Cana                           | Aeropuerto Internacional de Punta Cana                     | American Airlines / Sun Country Airlines (Estacional)                                                    | D            |              |              |
| Sudamérica                           |                                                            | |              |              |              |
| Argentina                            |                                                            | |              |              |              |
| Buenos Aires                         | Aeropuerto Internacional Ministro Pistarini                | American Airlines                                                                                        | D            |              |              |
| Brasil                               |                                                            | |              |              |              |
| Río de Janeiro                       | Aeropuerto Internacional de Galeão                         | American Airlines (Estacional)                                                                           | D            |              |              |
| São Paulo                            | Aeropuerto Internacional de São Paulo-Guarulhos            | American Airlines                                                                                        | D            |              |              |
| Chile                                |                                                            | |              |              |              |
| Santiago de Chile                    | Aeropuerto Internacional Arturo Merino Benítez             | American Airlines (Estacional)                                                                           | D            |              |              |
| Colombia                             |                                                            | |              |              |              |
| Bogotá                               | Aeropuerto Internacional El Dorado                         | American Airlines / Avianca                                                                              | D            |              |              |
| Asia                                 |                                                            | |              |              |              |
| Catar                                |                                                            | |              |              |              |
| Doha                                 | Aeropuerto Internacional Hamad                             | Qatar Airways                                                                                            | D            |              |              |
| China                                |                                                            | |              |              |              |
| Shanghái                             | Aeropuerto Internacional de Shanghái-Pudong                | American Airlines                                                                                        | D            |              |              |
| Corea del Sur                        |                                                            | |              |              |              |
| Seúl                                 | Aeropuerto Internacional de Incheon                        | American Airlines / Korean Air                                                                           | D            |              |              |
| EAU                                  |                                                            | |              |              |              |
| Dubái                                | Aeropuerto Internacional de Dubái                          | Emirates                                                                                                 | D            |              |              |
| Japón                                |                                                            | |              |              |              |
| Tokio                                | Aeropuerto Internacional de Narita                         | American Airlines                                                                                        | D            |              |              |
| Tokio                                | Aeropuerto Internacional de Haneda                         | American Airlines / Japan Airlines                                                                       | D            |              |              |
| Hong Kong                            |                                                            | |              |              |              |
| Hong Kong                            | Aeropuerto Internacional de Hong Kong                      | Cathay Pacific                                                                                           | D            |              |              |
| República de China                   |                                                            | |              |              |              |
| Taipéi                               | Aeropuerto Internacional de Taiwán Taoyuan                 | EVA Air (inicia el 3 de octubre de 2025)                                                                 | D            |              |              |
| Europa                               |                                                            | |              |              |              |
| Alemania                             |                                                            | |              |              |              |
| Fráncfort                            | Aeropuerto de Fráncfort del Meno                           | American Airlines / Lufthansa                                                                            | D            |              |              |
| España                               |                                                            | |              |              |              |
| Barcelona                            | Aeropuerto Josep Tarradellas Barcelona-El Prat             | American Airlines (Estacional)                                                                           | D            |              |              |
| Madrid                               | Aeropuerto Adolfo Suárez Madrid-Barajas                    | American Airlines / Iberia                                                                               | D            |              |              |
| Finlandia                            |                                                            | |              |              |              |
| Helsinki                             | Aeropuerto de Helsinki-Vantaa                              | Finnair                                                                                                  | D            |              |              |
| Francia                              |                                                            | |              |              |              |
| París                                | Aeropuerto de París-Charles de Gaulle                      | Air France / American Airlines                                                                           | D            |              |              |
| Grecia                               |                                                            | |              |              |              |
| Atenas                               | Aeropuerto Internacional Eleftherios Venizelos             | American Airlines (Estacional) (inicia el 21 de mayo de 2026)                                            | D            |              |              |
| Irlanda                              |                                                            | |              |              |              |
| Dublín                               | Aeropuerto de Dublín                                       | American Airlines                                                                                        | D            |              |              |
| Italia                               |                                                            | |              |              |              |
| Roma                                 | Aeropuerto de Roma-Fiumicino                               | American Airlines                                                                                        | D            |              |              |
| Venecia                              | Aeropuerto Internacional Marco Polo                        | American Airlines (Estacional)                                                                           | D            |              |              |
| Países Bajos                         |                                                            | |              |              |              |
| Ámsterdam                            | Aeropuerto de Ámsterdam-Schiphol                           | American Airlines (Estacional)                                                                           | D            |              |              |
| Reino Unido                          |                                                            | |              |              |              |
| Londres                              | Aeropuerto de Londres-Heathrow                             | American Airlines / British Airways (Estacional)                                                         | D            |              |              |
| Suiza                                |                                                            | |              |              |              |
| Zúrich                               | Aeropuerto Internacional de Zúrich                         | American Airlines (Estacional) (reinicia el 21 de mayo de 2026)                                          | D            |              |              |
| Turquía                              |                                                            | |              |              |              |
| Estambul                             | Aeropuerto de Estambul                                     | Turkish Airlines                                                                                         | D            |              |              |
| Oceanía                              |                                                            | |              |              |              |
| Australia                            |                                                            | |              |              |              |
| Brisbane                             | Aeropuerto de Brisbane                                     | American Airlines (Estacional)                                                                           | D            |              |              |
| Melbourne                            | Aeropuerto Internacional Tullamarine                       | Qantas                                                                                                   | D            |              |              |
| Sídney                               | Aeropuerto Internacional Kingsford Smith                   | Qantas                                                                                                   | D            |              |              |
| Fiyi                                 |                                                            | |              |              |              |
| Nadi                                 | Aeropuerto Internacional de Nadi                           | Fiji Airways                                                                                             | D            |              |              |
| Nueva Zelanda                        |                                                            | |              |              |              |
| Auckland                             | Aeropuerto Internacional de Auckland                       | American Airlines (Estacional)                                                                           | D            |              |              |

## Estadísticas

### Rutas más transitadas
| Número | Ciudad                           | Pasajeros | Aerolínea                                                                   |
| ------ | -------------------------------- | --------- | --------------------------------------------------------------------------- |
| 1      | Los Ángeles, California          | 1,137,000 | American Airlines, Delta Air Lines, Spirit Airlines                         |
| 3      | Las Vegas, Nevada                | 993,000   | American Airlines, Frontier Airlines, Spirit Airlines, Sun Country Airlines |
| 3      | Atlanta, Georgia                 | 966,000   | American Airlines, Delta Air Lines, Spirit Airlines                         |
| 4      | Chicago, Illinois                | 933,000   | American Airlines, Spirit Airlines, United Airlines                         |
| 5      | Denver, Colorado                 | 916,000   | American Airlines, Frontier Airlines, United Airlines, United Express       |
| 6      | Nueva York–LaGuardia, Nueva York | 851,000   | American Airlines, Delta Air Lines, Spirit Airlines                         |
| 7      | Phoenix, Arizona                 | 847,000   | American Airlines, American Eagle, Spirit Airlines                          |
| 8      | Orlando, Florida                 | 812,000   | American Airlines, Frontier Airlines, Spirit Airlines                       |
| 9      | Miami, Florida                   | 800,000   | American Airlines                                                           |
| 10     | Seattle, Washington              | 779,000   | Alaska Airlines, American Airlines                                          |

| Número | Ciudad                    | Pasajeros | Aerolínea                                                                   |
| ------ | ------------------------- | --------- | --------------------------------------------------------------------------- |
| 1      | Cancún, México            | 1,137,186 | American Airlines, Frontier Airlines, Spirit Airlines, Sun Country Airlines |
| 2      | Londres, Reino Unido      | 894,500   | American Airlines, British Airways                                          |
| 3      | Ciudad de México, México  | 596,715   | Aeroméxico, American Airlines, Viva, Volaris                                |
| 4      | San José del Cabo, México | 496,963   | American Airlines, Spirit Airlines, Sun Country Airlines                    |
| 5      | Guadalajara, México       | 423,245   | American Airlines, Volaris                                                  |
| 6      | Monterrey, México         | 401,823   | American Airlines, American Eagle, Viva                                     |
| 7      | Toronto, Canadá           | 384,144   | Air Canada, American Airlines                                               |
| 8      | Puerto Vallarta, México   | 368,818   | American Airlines, Sun Country Airlines                                     |
| 9      | Madrid, España            | 340,572   | American Airlines, Iberia                                                   |
| 10     | Seúl, Corea del Sur       | 336,812   | American Airlines, Korean Air                                               |

### Tráfico anual
| Año  | Pasajeros  | Año  | Pasajeros  | Año  | Pasajeros  | Año  | Pasajeros  |
| ---- | ---------- | ---- | ---------- | ---- | ---------- | ---- | ---------- |
| 1994 | 52,642,225 | 2004 | 59,446,078 | 2014 | 63,522,823 | 2024 | 87,817,864 |
| 1995 | 56,490,845 | 2005 | 59,176,265 | 2015 | 65,512,163 | 2025 |            |
| 1996 | 58,034,503 | 2006 | 60,226,829 | 2016 | 65,670,697 | 2026 |            |
| 1997 | 60,488,713 | 2007 | 59,786,476 | 2017 | 67,092,194 | 2027 |            |
| 1998 | 60,313,000 | 2008 | 57,093,187 | 2018 | 69,112,607 | 2028 |            |
| 1999 | 60,112,998 | 2009 | 56,030,457 | 2019 | 75,066,956 | 2029 |            |
| 2000 | 60,687,181 | 2010 | 56,905,600 | 2020 | 39,364,990 | 2030 |            |
| 2001 | 55,141,763 | 2011 | 57,806,918 | 2021 | 62,465,756 | 2031 |            |
| 2002 | 52,829,750 | 2012 | 58,590,633 | 2022 | 73,362,946 | 2032 |            |
| 2003 | 53,252,205 | 2013 | 60,436,739 | 2023 | 81,764,044 | 2033 |            |

Desde la apertura de DFW en enero de 1974 hasta fines de 2018, casi 2.077 mil millones de pasajeros han entrado y salido del aeropuerto. Esto representa un promedio de más de 46.15 millones de pasajeros al año.

## Accidentes e incidentes
- 2 de agosto de 1985: El Vuelo 191 de Delta Air Lines, un Lockheed L-1011 en la ruta Fort Lauderdale–Dallas/Fort Worth–Los Ángeles, se estrelló cerca del extremo norte de la pista 17L (actual 17C) tras encontrar una fuerte microráfaga en la aproximación final; el accidente causó la muerte de 8 de los 11 tripulantes, 128 de los 152 pasajeros a bordo y una persona en tierra. Este fue el primer accidente fatal en o cerca de DFW desde su apertura en enero de 1974.[24]

- 24 de marzo de 1987: El piloto de un Convair CV-580 de Metroflight, matrícula N73107, operado por American Eagle con destino al Aeropuerto del Condado de Gregg, perdió el control direccional durante un despegue con viento cruzado. El ala izquierda y la hélice golpearon la pista y el tren de aterrizaje delantero colapsó mientras la aeronave se deslizaba hacia una calle de rodaje adyacente; ocho pasajeros y tres tripulantes sufrieron heridas leves o ninguna. El accidente se atribuyó a la decisión del piloto de ignorar la información del viento y despegar en condiciones meteorológicas que excedían las capacidades del avión; en el informe del accidente se citó la "excesiva confianza del piloto en sus habilidades personales" como un factor contribuyente.[25][26]

- 21 de mayo de 1988: Un McDonnell Douglas DC-10-30 de American Airlines, matrícula N136AA, operando como AA Vuelo 70 con destino al Aeropuerto de Fráncfort del Meno, se salió por el extremo de la pista 35L después de que las señales de advertencia llevaran a la tripulación a iniciar un rechazo de despegue. El avión continuó acelerando durante varios segundos y no se detuvo hasta 335 m más allá del umbral de la pista, colapsando el tren de aterrizaje delantero. Dos tripulantes resultaron gravemente heridos y los otros 12 tripulantes y 240 pasajeros escaparon sin lesiones graves; la aeronave resultó severamente dañada y fue declarada pérdida total. Los investigadores atribuyeron el accidente a una deficiencia en los estándares de diseño cuando se construyó el DC-10, ya que no se requería probar si las pastillas de freno desgastadas (en lugar de nuevas) eran capaces de detener la aeronave en un despegue abortado, y ocho de las diez pastillas desgastadas fallaron.[27][28]

- 31 de agosto de 1988: El Vuelo 1141 de Delta Air Lines, un Boeing 727 con destino al Aeropuerto Internacional de Salt Lake City, se estrelló después del despegue, causando la muerte de 14 de las 108 personas a bordo y heridas a otras 76, 26 de ellas de gravedad. Hasta la fecha, este es el último accidente fatal ocurrido en o cerca del aeropuerto.

- 14 de abril de 1993: El piloto del Vuelo 102 de American Airlines, un McDonnell Douglas DC-10-30, matrícula N139AA, perdió el control direccional durante un aterrizaje con viento cruzado bajo lluvia procedente del Aeropuerto Internacional Daniel K. Inouye. El avión se salió de la pista 17L (actual 17C) y se hundió en el barro profundo, colapsando el tren de aterrizaje delantero y dañando el motor y ala izquierdos. Un incendio en el pozo del tren de aterrizaje izquierdo fue rápidamente extinguido por los bomberos. Dos pasajeros sufrieron heridas graves al utilizar las rampas de evacuación; los otros 187 pasajeros y 13 tripulantes evacuaron sin lesiones graves. La aeronave fue declarada pérdida total.[29][30][31]

- 1 de octubre de 1993: El Vuelo 639 de Martinaire, una aeronave de carga Cessna 208B Caravan, matrícula N9762B, fue desplazada fuera de la pista 17L por el chorro de empuje de un McDonnell Douglas MD-11 que despegaba, tras llegar desde el Aeropuerto Internacional de Tulsa, sufriendo daños considerables en el ala izquierda. El piloto, único ocupante, no resultó herido. El piloto había ignorado una advertencia de seguridad del control de tráfico aéreo y había intentado rodar detrás del MD-11 cuando este fue autorizado para despegar.[32]
- 18 de julio de 1997: Una Cessna 172 presuntamente robada del Aeropuerto Municipal de Sherman fue volada ilegalmente a muy baja altitud sobre el Aeropuerto DFW, el Aeropuerto Fort Worth Alliance y el área de aterrizaje de una instalación de Bell Helicopter, causando importantes interrupciones en el tráfico aéreo. El piloto desconocido luego devolvió la aeronave a Sherman Municipal y la estacionó. El propietario de la Cessna negó haberla volado ese día y afirmó que no podía identificar al piloto ya que varias personas tenían acceso a la aeronave.[33]

- 23 de mayo de 2001: El tren de aterrizaje principal derecho de un Fokker 100 de American Airlines, matrícula N1419D, operando como AA Vuelo 1107, colapsó al aterrizar en la pista 17C después de un vuelo programado desde el Aeropuerto Internacional de Charlotte-Douglas. El piloto pudo mantener el control direccional y detener la aeronave en la pista. El incidente se atribuyó a fatiga metálica causada por un defecto de fabricación en el tren principal derecho; no hubo heridos graves entre los 88 pasajeros ni los 4 tripulantes, pero la aeronave resultó gravemente dañada y fue declarada pérdida total.[34][35][36]

## Galería de imágenes
|                                              |
| Vista aérea de DFW antes de lala Terminal D. |

|                             |
| Vista aérea del aeropuerto. |

|                                        |
| Mapa de las Terminales del aeropuerto. |

|                                     |
| Un paseo peatonal en la Terminal D. |

|                                                 |
| Numerosos aviones de American Airlines en 2005. |

|                                                      |
| Terminal Internacional D y el Hotel Grand Hyatt DFW. |

|                                                |
| Terminal E y el futuro sitio de la Terminal F. |

|                                            |
| Airbus A330 de Lufthansa en el aeropuerto. |

|                            |
| Terminal D del aeropuerto. |

|                            |
| Terminal D del aeropuerto. |

|                            |
| Terminal E del aeropuerto. |

|                                              |
| MD-80 de American Airlines en la Terminal D. |

|                            |
| Interior de la Terminal D. |

|                            |
| Interior de la Terminal D. |

|                            |
| Interior de la Terminal A. |

|                            |
| Interior de la Terminal A. |

|                       |
| Estación del Skylink. |

|                                        |
| Estación del Skylink de la Terminal A. |

|                                    |
| Terminal A vista desde el Skylink. |

|                            |
| Interior de la Terminal C. |

|                            |
| Interior de la Terminal C. |

## Aeropuertos cercanos
Los aeropuertos más cercanos son:
- Aeropuerto Dallas Love (17 km)
- Aeropuerto Regional de Waco (144 km)
- Aeropuerto Regional de Tyler Pounds (164 km)
- Aeropuerto Municipal de Wichita Falls (182 km)
- Aeropuerto Regional de Killeen-Fort Hood (207 km)